# Ichneumon glacialis
Ichneumon glacialis là một loài tò vò trong họ Ichneumonidae.